# Váhát tartomány
El-Váhát tartomány (arabul شعبية الواحات [Šaʿbiyyat al-Wāḥāt]) Líbia huszonkét tartományának egyike. A történelmi Cyrenaica régióban, az ország északkeleti részén fekszik: északon a Földközi-tengerhez tartozó Szidrai-öböl, Bengázi, el-Mardzs, el-Dzsabal el-Ahdar és Darna tartomány, északkeleten el-Butnán tartomány, keleten Egyiptom, délen el-Kufra tartomány, délnyugaton Dzsufra, északnyugaton pedig Szurt tartomány határolja. Székhelye Adzsdábija városa. Lakossága a 2006-os népszámlálás adatai szerint 177 047 fő.

## Fordítás
Ez a szócikk részben vagy egészben  a   Libyen#Verwaltungsgliederung című német Wikipédia-szócikk ezen változatának fordításán alapul.  Az eredeti cikk szerkesztőit annak laptörténete sorolja fel. Ez a jelzés csupán a megfogalmazás eredetét és a szerzői jogokat jelzi, nem szolgál a cikkben szereplő információk forrásmegjelöléseként.